# 1966-os labdarúgó-világbajnokság-selejtező (UEFA – 7. csoport)
Az 1966-os labdarúgó-világbajnokság európai 7. selejtezőcsoportjának mérkőzéseit, és a csoport végeredményét tartalmazó lapja. A csoportban körmérkőzéses, oda-visszavágós rendszerben játszottak egymással a labdarúgó-válogatottak. A selejtezőket 1964. október 21. és 1965. december 1. között rendezték. A csoport győztese automatikus résztvevője lett az 1966-os labdarúgó-világbajnokságnak.
A csoportban Dánia, Görögország a Szovjetunió és Wales szerepelt.
A Szovjetunió jutott ki az 1966-os világbajnokságra.

## Tabella
| Hely. | Csapat      | M | Gy | D | V | G+ | G– | Gk  | P  | Továbbjutás                          |     | Szovjetunió | Wales | Görögország | Dánia |
| ----- | ----------- | - | -- | - | - | -- | -- | --- | -- | ------------------------------------ | --- | ----------- | ----- | ----------- | ----- |
| 1.    | Szovjetunió | 6 | 5  | 0 | 1 | 19 | 6  | +13 | 10 | Kijutott az 1966-os világbajnokságra |     | —           | 2–1   | 3–1         | 6–0   |
| 2.    | Wales       | 6 | 3  | 0 | 3 | 11 | 9  | +2  | 6  |                                      |     | 2–1         | —     | 4–1         | 4–2   |
| 3.    | Görögország | 6 | 2  | 1 | 3 | 10 | 14 | −4  | 5  |                                      | 1–4 | 2–0         | —     | 4–2         |       |
| 4.    | Dánia       | 6 | 1  | 1 | 4 | 7  | 18 | −11 | 3  |                                      | 1–3 | 1–0         | 1–1   | —           |       |

## Mérkőzések
| 1964. október 21. |

| Dánia      | 1–0         | Wales |
| ---------- | ----------- | ----- |
| Madsen 47' | Jegyzőkönyv |       |

| Idrætsparken, Koppenhága Nézőszám: 22 800 Játékvezető: Othmar Huber (svájci) |

| 1964. november 29. |

| Görögország                          | 4–2         | Dánia               |
| ------------------------------------ | ----------- | ------------------- |
| Szidérisz 30' 46' Papajoánnu 71' 85' | Jegyzőkönyv | Berg 60' Madsen 70' |

| Leofórosz Alexandrasz, Athén Nézőszám: 21 748 Játékvezető: Zsolt István (magyar) |

| 1964. december 9. |

| Görögország                    | 2–0         | Wales |
| ------------------------------ | ----------- | ----- |
| Papajoánnu 4' Papaemmanuíl 47' | Jegyzőkönyv |       |

| Leofórosz Alexandrasz, Athén Nézőszám: 20 769 Játékvezető: Wacław Majdan (lengyel) |

| 1965. március 17. |

| Wales                                    | 4–1         | Görögország    |
| ---------------------------------------- | ----------- | -------------- |
| Allchurch 26' 74' England 51' Vernon 65' | Jegyzőkönyv | Papajoánnu 60' |

| Ninian Park, Cardiff Nézőszám: 11 159 Játékvezető: Pieter Paulus Roomer (holland) |

| 1965. május 23. |

| Szovjetunió                | 3–1         | Görögország    |
| -------------------------- | ----------- | -------------- |
| Kazakov 14' Ivanov 71' 83' | Jegyzőkönyv | Papajoánnu 60' |

| Lenin Stadion, Moszkva Nézőszám: 79 641 Játékvezető: Erik Beijar (finn) |

| 1965. május 30. |

| Szovjetunió                     | 2–1         | Wales         |
| ------------------------------- | ----------- | ------------- |
| Ivanov 39' Williams 48' (öngól) | Jegyzőkönyv | W. Davies 69' |

| Lenin Stadion, Moszkva Nézőszám: 86 015 Játékvezető: Helmut Fritz (nyugatnémet) |

| 1965. június 27. |

| Szovjetunió                                                    | 6–0         | Dánia |
| -------------------------------------------------------------- | ----------- | ----- |
| Huszainov 9' Metreveli 47' Voronyin 64' Barkaia 69' Meszhi 72' | Jegyzőkönyv |       |

| Lenin Stadion, Moszkva Nézőszám: 84 134 Játékvezető: Konstantin Zečević (jugoszláv) |

| 1965. október 3. |

| Görögország    | 1–4         | Szovjetunió                                        |
| -------------- | ----------- | -------------------------------------------------- |
| Papajoánnu 27' | Jegyzőkönyv | Metreveli 14' (11-esből) Banyisevszkij 25' 59' 82' |

| Karaiszkákisz Stadion, Pireusz Nézőszám: 39 880 Játékvezető: Aharon Shoshany (izraeli) |

| 1965. október 17. |

| Dánia        | 1–3         | Szovjetunió                           |
| ------------ | ----------- | ------------------------------------- |
| Troelsen 79' | Jegyzőkönyv | Metreveli 47' Malofejev 62' Szabó 68' |

| Idrætsparken, Koppenhága Nézőszám: 32 941 Játékvezető: Archie Webster (skót) |

| 1965. október 27. |

| Dánia       | 1–1         | Görögország   |
| ----------- | ----------- | ------------- |
| Fritsen 12' | Jegyzőkönyv | Szidérisz 45' |

| Idrætsparken, Koppenhága Nézőszám: 28 600 Játékvezető: Owen McCarthy (ír) |

| 1965. október 27. |

| Wales                    | 2–1         | Szovjetunió       |
| ------------------------ | ----------- | ----------------- |
| Vernon 20' Allchurch 77' | Jegyzőkönyv | Banyisevszkij 17' |

| Ninian Park, Cardiff Nézőszám: 24 626 Játékvezető: Arnold Nilsen (norvég) |

| 1965. december 1. |

| Wales                            | 4–2         | Dánia                  |
| -------------------------------- | ----------- | ---------------------- |
| W. Davies 2' Vernon 11' Rees 18' | Jegyzőkönyv | Poulsen 4' Fritsen 48' |

| Racecourse Ground, Wrexham Nézőszám: 4839 Játékvezető: Michel Kitabdjian (francia) |